# Arlington (Kentucky)
Pour les articles homonymes, voir Arlington.
Arlington est une ville du comté de Carlisle, dans l'État du Kentucky, aux États-Unis.
La population était de 324 habitants en 2010, et de 316 habitants en 2014.